# Zakaria Mohieddin

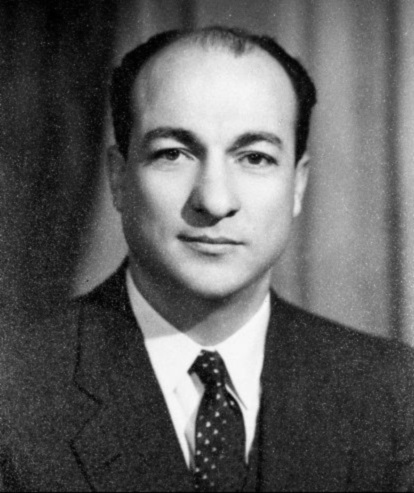
Zakaria Mohieddin

Zakaria Abd al-Madschid Mohieddin (arabisch زكريا عبد المجيد محيي الدين, DMG Zakariyā ʿAbd al-Maǧīd Muḥyī ad-Dīn; * 5. Juli 1918; † 15. Mai 2012) war ein ägyptischer Offizier und Politiker.

## Leben
Zakaria Mohieddin wurde ab 1936 an der Militärakademie ausgebildet und traf 1938 erstmals mit Gamal Abdel Nasser und Anwar as-Sadat zusammen. Von 1940 bis 1943 lehrte er an der Offiziershochschule Taktik, ebenso von 1950 bis 1951, in den Jahren 1951 und 1952 Taktik für Stabsoffiziere. Er war mit der ägyptischen Armee im Sudan stationiert und wurde 1948 Stabschef der Ersten Brigade. Im Palästinakrieg 1948 traf er erneut mit Nasser zusammen und wurde er mit dem Mehmet-Ali-Orden für Tapferkeit ausgezeichnet. Von 1952 bis 1956 war er Chef des ägyptischen Geheimdienstes Dschihaz al-Muchabarat al-Amma.
Als Mitglied der von Nasser geführten Bewegung Freier Offiziere war Mohieddin von 1953 bis 1958 Innenminister, erneut 1961 bis 1962, dann Vizepräsident 1961 bis 1968 und 1965 bis 1966 Innenminister und Premierminister in Personalunion. Von 1952 bis 1955 war er auch für den ersten ägyptischen Geheimdienst verantwortlich. Gamal Abdel Nasser schlug ihn 1967 zu seinem Nachfolger vor, was Mohieddin aber ablehnte. Darüber hinaus gehörte er noch verschiedenen Organisationen in Ägypten an (z. B. Arabische Sozialistische Union, Hochkommissar für den Assuan-Staudamm) und vertrat Ägypten auf mehreren internationalen Konferenzen.
Als Führer des nationalreformistischen Flügels des Nasser-Regimes, der für privatkapitalistische Entfaltung und eine Annäherung an konservative bzw. westliche Staaten eintrat, wurde er im Rahmen der auf die Niederlage im Sechstagekrieg folgenden Säuberungen Anfang 1968 von der Macht verdrängt. Nach dem Tode Nassers versuchte Mohieddin am 4. Oktober 1970 zusammen mit zwei anderen Freien Offizieren des ehemaligen Revolutionsrats (Kamal ad-Din Hussein und Abd al-Latif Bagdadi) vergeblich, Interimspräsident Sadat eine „kollektive Führung“ aufzuzwingen. Danach zog er sich ins Privatleben zurück.